# Marcello Viotti
Marcello Viotti (Gressy, 29 giugno 1954 – Monaco di Baviera, 16 febbraio 2005) è stato un direttore d'orchestra svizzero, noto soprattutto per la direzione di opere liriche.

## Biografia
Viotti nacque nella Svizzera Romanda. Egli studiò violoncello, pianoforte e canto al Conservatorio di Losanna. Il direttore Wolfgang Sawallisch fu il suo mentore e lo incoraggiò ad iniziare la sua carriera nel teatro d'opera.  Da giovane direttore, Viotti affinò la sua arte alla guida dell'Orchestra Internazionale della Gioventù Musicale della città di Fermo, oltre che con un complesso di fiati. La sua interpretazione della 4ª sinfonia di Schumann gli valse la vittoria nel 1982 del Premio Gino Marinuzzi.
Nel corso degli ottanta e novanta, Viotti fu direttore principale in molti dei più importanti Teatri d'opera europei. Egli diresse per tre anni lo Stadttheater di Lucerna, Vienna e il Teatro Regio di Torino, e quindi dal 1990 al 1993 fu Generalmusikdirector al Teatro dell'Opera di Brema. Fu direttore ospite alla Wiener Staatsoper, alla Deutsche Oper Berlin e alla Bayerische Staatsoper di Monaco di Baviera.
Viotti fu direttore principale alla Saarland Radio Symphony Orchestra (Saarbrücken) dal 1991 al 1995 e fu uno dei tre direttori principali alla MDR Symphony Orchestra di Lipsia dal 1996 al 1999.  Fu anche direttore principale della Münchner Rundfunkorchester (Orchestra radiofonica della radiotelevisione bavarese) dal 1998 al 2004, quando si dimise dall'incarico in segno di protesta per la riduzione dei fondi che mettevano in dubbio l'esistenza dell'orchestra. Venne poi nominato direttore dell'Orchestra del Teatro La Fenice di Venezia nel gennaio 2002.
Viotti fu colpito da un ictus cerebrale durante le prove di orchestra a Monaco di Baviera nel febbraio 2005. Sottoposto ad intervento chirurgico per la rimozione dell'embolo rimase in coma e non riacquistò più la conoscenza fino alla sua morte avvenuta il 16 febbraio 2005.
Viotti era sposato ed aveva quattro figli, tra cui Lorenzo, che ha seguito le orme del padre come direttore d'orchestra.